# Hollywood Whore
"Hollywood Whore" er en sang, der er lavet og indspillet i 2008 af Papa Roach på albummet af samme navn.
Efter Hollywood Whore udkom deres hidtil sidste album: Metamorphosis.
Ingen ved om der udkommer flere plader, da trommeslageren Tony Palermo forlod bandet for at få styr på sit liv.
Sangen handler om det mere fattige miljø der også er i Hollywood.
| Musik | Spire Denne musikartikel er en spire som bør udbygges. Du er velkommen til at hjælpe Wikipedia ved at udvide den. |